# NLPR-70

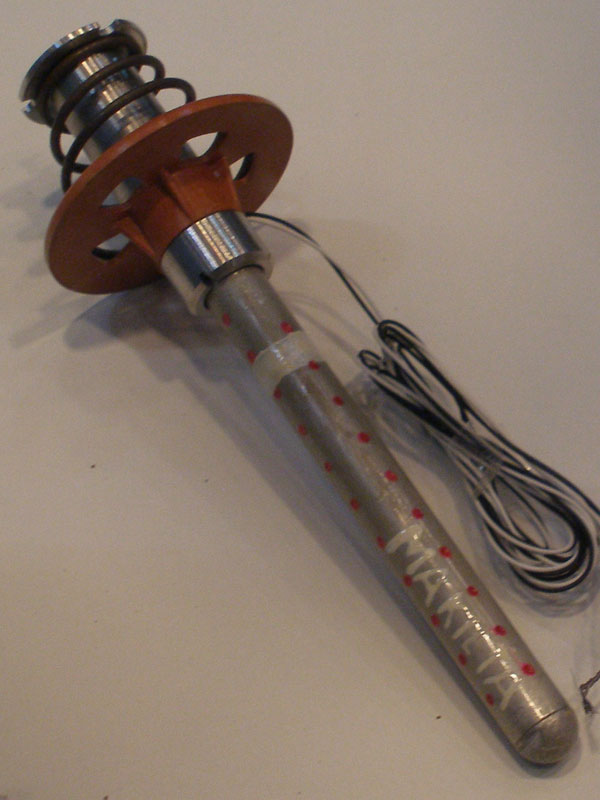
Zapłonnik do NLPR-70

NLPR-70 – niekierowany pocisk rakietowy kalibru 70 mm przeznaczony do zwalczania celów nawodnych i naziemnych.
Produkowany (układ napędowy z dwubazowym paliwem rakietowym) przez Mesko w Skarżysku-Kamiennej na licencji i z użyciem elementów produkowanych przez firmę Nordic Ammunitin Company Nammo.

## Dane techniczne
Masa pocisku - 12,2 kg
Masa głowicy bojowej - 6,015 kg
Długość pocisku - 1362 mm
głowica bojowa RA 79 HEISAP MOD1 lub RA 79 HEISAP;
zapalnik odłamkowo-burzący Nammo
prędkość maksymalna - 650 m/s
zasięg skutecznego działania - powyżej 2000 m

## Wersje rozwojowe
Przy współpracy z norweskim Kongsbergiem realizowany jest program wdrożeniowy wersji tej rakiety naprowadzanej laserem. Jest to element offsetu towarzyszącego programowi zakupu rakiet przeciwokrętowych NSM dla Nadbrzeżnego Dywizjonu Rakietowego.